# Big Four (consultoría y auditoría)
Big Four (las cuatro grandes), es el término inglés utilizado para referirse a las firmas más importantes del mundo en el sector de la consultoría y auditoría.
Estas empresas son responsables de auditar los informes financieros de muchas de las mayores compañías del mundo y ofrecen asesoramiento estratégico en diversas áreas, incluyendo fusiones y adquisiciones, gestión de riesgos, entre otras.
Actualmente las Big Four están integradas por las firmas que se mencionan en el siguiente cuadro en el que se muestran los datos publicados correspondientes al ejercicio 2016:
| Firma                                     | Ingresos (USD)  | Empleados | Ingresos por empleado | Año fiscal | Sede central                 | Fuente |
| ----------------------------------------- | --------------- | --------- | --------------------- | ---------- | ---------------------------- | ------ |
| Deloitte                                  | 59.300 millones | 411.951   | 143.949               | 2022       | Estados Unidos y Reino Unido | [ 4 ]  |
| PwC (oficialmente PricewaterhouseCoopers) | 50.300 millones | 328.000   | 153.354               | 2022       | Estados Unidos y Reino Unido | [ 5 ]  |
| Ernst & Young (EY)                        | 45.400 millones | 365.399   | 124.248               | 2022       | Reino Unido                  | [ 6 ]  |
| KPMG                                      | 32.100 millones | 236.000   | 136.017               | 2021       | Países Bajos y Reino Unido   | [ 7 ]  |

## Historia
El mercado de servicios profesionales de auditoría, asesoría y servicios financieros, inicialmente era conocido como las Big Eight (las 8 grandes) durante buena parte del siglo XX y hasta 1989 estaba compuesto por las firmas:
1. Arthur Andersen LLP
2. Arthur Young & Co.
3. Coopers & Lybrand (hasta 1973 Cooper Brothers (Reino Unido) y Lybrand, Ross Bros., & Montgomery (EE. UU.)
4. Ernst & Whinney (hasta 1979 Ernst & Ernst (EE. UU.) y Whinney Murray (Reino Unido)
5. Deloitte Haskins & Sells (hasta 1978 Haskins & Sells (EE. UU.) y Deloitte & Co. (Reino Unido)
6. Peat Marwick Mitchell (más tarde Peat Marwick y KPMG)
7. Price Waterhouse
8. Touche Ross

### Las 6 grandes
La competencia entre estas grandes firmas se intensificó, lo que desembocó en las Big 6 en 1989 cuando Ernst & Whinney se fusionó con Arthur Young para formar Ernst & Young en junio, mientras que Deloitte, Haskins & Sells se fusionó con Touche Ross formando Deloitte & Touche en agosto de ese mismo año.

### Las 5 grandes
En julio de 1998 Price Waterhouse se fusionó con Coopers & Lybrand para formar PricewaterhouseCoopers.

### Las 4 grandes
En 2002, tras verse involucrada  Arthur Andersen LLP en el escándalo financiero de Enron, y a consecuencia del cual inicialmente se vio privada de poder seguir ejerciendo sus funciones de auditoría y asesoría para las sociedades registradas en la bolsa de valores de los Estados Unidos lo que la abocó a desaparecer, quedando en las Big Four.
Como consecuencia del caso Enron se modificó la legislación en Estados Unidos promulgándose la Ley Sarbanes-Oxley, entre las novedades de esta ley está la creación del Public Company Accounting Oversight Board, comisión encargada de supervisar las auditorías de las compañías que cotizan en bolsa.